# Josef Hrabě
Josef Hrabě (* 1816 in Bubeneč; † 1870 in Prag) war ein tschechischer Kontrabassist.
Er war Professor am Prager Konservatorium und verfasste unter anderem die 86 Etüden für Kontrabass. Diese werden bis heute in der Musikausbildung verwendet und sind mittlerweile in zahlreichen verschiedenen Ausgaben erhältlich.